# Posebna zoologija
Posebna zoologija se bavi pojedinim vrstama životinjskog svijeta. Za razliku od opće zoologije, posebna se bavi različitošću i razlikama u životinjskom svijetu.
Ona opisuje
- vrste i njihovo sistematiziranje (red, podred, porodica): taksonomija
- odnose prirodnih srodnosti: sistematizacija
- povijest rodoslovlja: evolucija
- vanjske i unutrašnje strukture: morfologija
- načine življenja i okoliš: ekologija
- načine ponašanja: biologija ponašanja
- razmnožavanje: biologija reprodukcije

Pregled pojedinih grupa životina sadrži sistematika životinjskog carstva.
Razlog postojanja posebne zoologije odnosno posebne botanike je u njihovoj različitosti od ostalih prirodnih znanosti. Dok sve druge prirodne znanosti (u najvećoj mjeri fizika) i dio biologije traže općenito primjenjive zakonitosti, biolozi koji se bave posebnom zoologijom ili botanikom pokušavaju obuhvatiti i opisati raznovrsnost oblika.